# Île de Restinga
L'Île de Restinga est une île située dans l'embouchure du fleuve Paraíba du Nord dans la municipalité de Cabedelo, Paraíba, Brésil.
Ayant une superficie de 539 hectares (5,3 km2), elle fait partie d'un petit archipel de quatre autres îles: Stuart, Tiriri, Andorinhas et Eixo.